# Seasons in the Abyss
Seasons in the Abyss — студійний альбом гурту Slayer.

## Історія
В 1989 році для запису наступного альбому Slayer найняли продюсера Енді Уоллеса. Через те, що South of Heaven був прийнятий публікою не дуже добре, учасниками було вирішено повернутися до швидкості та брутальності Reign in Blood, але зі збереженням мелодійності попередника. Seasons in the Abyss, випущений в жовтні 1990 року, став першим альбомом Slayer, виданим на новому лейблі Ріка Рубіна Def American. Seasons in the Abyss дебютував на 44 місці в чарті Billboard 200 та в 1992 році отримав сертифікацію «золотого». На основну композицію альбому був знятий (біля пірамід в Гізі) кліп.
У 1990 році Slayer відправилися в турне Clash of the Titans разом з Megadeth, Suicidal Tendencies та Testament вже як один з головних виконавців. В цей час американський треш-метал був на піку своєї популярності, тому тур був продовжений у травні 1991 року, і разом з Megadeth, Anthrax та Alice in Chains гурт Slayer вирушив на гастролі в США.
У 1991 році колектив випустив подвійний концертний альбом Decade of Aggression, таким чином відзначивши десятиліття своєї кар'єри. Компіляція зайняла 55 позицію в Billboard 200.
У травні 1992 року барабанщик Дейв Ломбардо пішов з Slayer через конфлікти з іншими учасниками. Дейв заснував власний гурт Grip Inc.. Учасники Slayer взяли в гурт колишнього барабанщика Forbidden Пола Бостафа. Slayer вперше з'явилися на сцені разом з Бостафом в 1992 році на фестивалі Monsters of Rock.

## Список треків
1. War Ensemble (Арая/Ганнеман) — 4:52
2. Blood Red (Арая/Ганнеман) — 2:50
3. Spirit in Black (Ганнеман/Кінг) — 4:07
4. Expendable Youth (Арая/Кінг) — 4:10
5. Dead Skin Mask (Арая/Ганнеман) — 5:17
6. Hallowed Point (Арая/Ганнеман/Кінг) — 3:24
7. Skeletons of Society (Кінг) — 4:41
8. Temptation (Кінг) — 3:26
9. Born of Fire (Ганнеман/Кінг) — 3:08
10. Seasons in the Abyss (Арая/Ханнеман) — 6:32

## Склад на момент запису
- Том Арая — бас-гітара, вокал
- Джефф Ганнеман — гітара
- Керрі Кінг — гітара
- Дейв Ломбардо — ударні